# Paktika
Paktika (paszto: پکتیکا) – jedna z 34 prowincji Afganistanu, zlokalizowana w południowo-wschodniej części kraju, zamieszkana w zdecydowanej większości przez Pasztunów. Jej stolicą jest Szaran. W 2021 r. zamieszkiwało ją ponad 789 tys. osób.

## Sytuacja polityczna i militarna
Jedna z najbardziej dotkniętych wojnami prowincji Afganistanu. Sąsiedztwo granicy z Pakistanem i leżących po jej drugiej stronie terenów pusztuńskich w Południowym Waziristanie stanowi oparcie dla działającej na obszarze prowincji partyzantki talibańskiej. W 2006 r. Muhammad Ali Jalali, ówczesny gubernator prowincji Paktika, został zabity przez Talibów.

## Obecność polskich jednostek wojskowych
Na terenie prowincji, w Szaranie znajdowała się jedna z głównych baz wojskowych polskich kontyngentów. Na całym terytorium prowincji rozlokowane były polskie pododdziały, m.in. w Wazacha, polscy żołnierze przebazowani zostali przed 2009 r. do prowincji Ghazni.

## Historia
Paktika była częścią większej prowincji, lecz została z niej wydzielona prowincja Chost. Na obszarze prowincji toczyły się zacięte boje między mudżahedinami a okupantami radzieckimi.

## Geografia
Paktika graniczy od północy z prowincjami Paktija i Chost natomiast od wschodu granica poprowadzona jest wzdłuż Linii Duranda odcinając pusztuńskie terytorium plemiennym w Południowym Waziristanem, położonym już w Pakistanie. W pozostałej części (zachodniej) graniczy z innymi afgańskimi prowincjami, tj. z Zabul oraz z Ghazni. Większość terenów prowincji pozbawiona jest trwałej roślinności, co jest skutkiem działań wojennych przeszłych lat. Prowincja położona w strefie sejsmicznej; silne trzęsienie ziemi dotknęło 21 czerwca 2022 cztery dystrykty prowincji Paktika.

## Powiaty

Powiaty prowincji Paktika

- Barmal
- Dila
- Gayan (Afganistan)
- Gomal
- Mata Khan
- Nika (Afganistan)
- Omna
- Sar Hawza
- Sarobi
- Szaran
- Urgun
- Wazacha
- Wor Mamay
- Zarghun Shahr
- Ziruk

## Miasta
Urgun jest głównym miastem prowincji o największym znaczeniu dla handlu, natomiast stolicą prowincji jest Szaran.